# ویوویل لاس بنس
ویوویل لاس بنس (به فرانسوی: Veauville-lès-Baons) یک کامین در فرانسه است که در Canton of Yvetot واقع شده‌است.

## خصوصیات
ویوویل لاس بنس ۷٫۹۶ کیلومترمربع مساحت و ۶۷۱ نفر جمعیت دارد و ۱۴۵ متر بالاتر از سطح دریا واقع شده‌است.